# Flugzeughebekran
Ein Flugzeughebekran ist ein Kran für die Bewegung von Flugzeugen zwischen Schiff und Wasser oder umgekehrt.

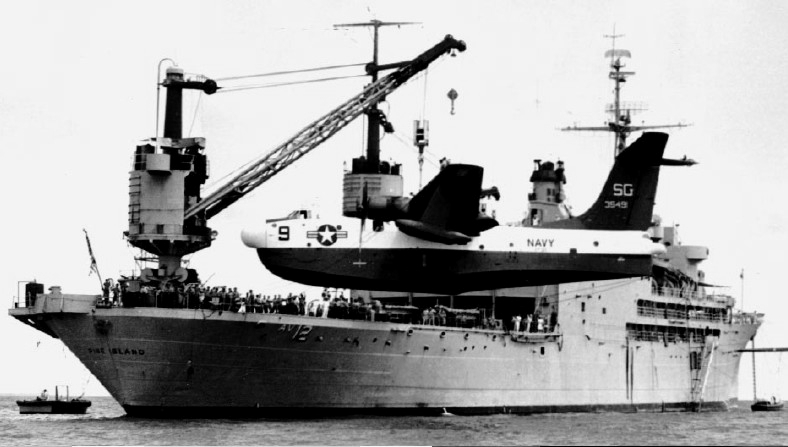
USS Pine Island, 1965

Durch die Erfahrungen mit dem Flugzeugtransport Schiff/Wasser-Wasser/Schiff bei den Flugzeugmutterschiffen wurden spezielle Flugzeughebekräne entwickelt. Die Flugzeugmutterschiffe bewegten Flugzeuge mit Kranen. Anfangs waren dies noch die meist einfachen Ladebäume, die schon vor der Umrüstung der Schiffe an Bord waren, sich dann aber als wenig geeignet für die neue Aufgabe herausstellten. So mussten beim Bewegen der Flugzeuge mit den Ladebäumen teilweise Besatzungsmitglieder der Schiffe mit Führungsleinen und mit langen Bambusstangen, die an der Spitze mit Filzlappen umwickelt waren, mühsam verhindern, dass das vom Kran bewegte Flugzeug irgendwo an das Schiff anschlug.
Daher wurden spezielle Schiffskräne für das Umsetzen von Flugzeugen entwickelt. Sie haben sowohl die richtige Auslegerlänge als auch eine besonders konstruierte Technik zum ruckfreien Aufnehmen der Flugzeuge am Haken. Auf dem Wasser liegende Flugzeuge bewegen sich, je nach Wellengang, unterschiedlich stark in vertikaler Richtung. Um eine Beschädigung der Flugzeuge zu verhindern, wurden Techniken für das Abfedern dieser Bewegungen entwickelt. Außerdem muss auch noch die Eigenbewegung des Schiffes ausgeglichen werden. An Forderungen an einen Flugzeughebekran werden gestellt: „elastischer Übergang, Schnelligkeit, Feinregulierung und Sicherung gegen das Schwingen“.
Flugzeughebekräne werden meist am Heck des Schiffes platziert, weil dort am meisten Bewegungsfreiheit für das Ein- oder Aussetzen von Flugzeugen vorhanden ist. Bei den ab 1935 gebauten Flugsicherungsschiffen der deutschen Luftwaffe war der Flugzeughebekran außerdem fahrbar auf Schienen gelagert, um ein Flugzeug am Kran auch an Bord bewegen zu können.